# Resolució 2324 del Consell de Seguretat de les Nacions Unides
La Resolució 2324 del Consell de Seguretat de les Nacions Unides fou adoptada per unanimitat el 14 de desembre de 2016. El Consell va retre un homenatge al Secretari General de l'ONU Ban Ki-moon, que acabava el seu segon i últim mandat el 31 de desembre de 2016.

## Antecedents
Ban Ki-moon (13 de juny de 1944) és un diplomàtic i polític sud-coreà. Ha treballat com a ambaixador en diversos països i a les Nacions Unides. Del 2004 al 2006 va ser ministre d'Afers Exteriors de la seva pàtria. En aquest últim any el seu nomenament fou proposat per Kofi Annan, aleshores secretari general de les Nacions Unides. Després d'una ofensiva diplomàtica, el 9 d'octubre el va proposar el Consell de Seguretat de l'ONU. El 13 d'octubre va ser nomenat pels 192 membres de l'Assemblea General i el 14 de desembre va prendre el jurament.

## Contingut
El Consell de Seguretat reconeix el paper central que han jugat les seves reformes i propostes per enfortir les Nacions Unides i els seus esforços per solucionar tota mena de problemes econòmics, socials, ecològics, culturals i humanitaris al món, i promoure el respecte dels drets humans i les llibertats fonamentals per a tothom. S'aprecia el compromís de Ban Ki-moon amb els principis de la Carta de les Nacions Unides i el desenvolupament de les relacions amistoses entre les nacions.

## Declaracions
Com a president del Consell de Seguretat de l'ONU, el representant espanyol Román Oyarzun Marchesi va expressar el seu agraïment pel suport que Ban Ki-moon sempre havia donat al Consell de Seguretat. Va assenyalar dos grans èxits que el Secretari General havia aconseguit: els Objectius del Desenvolupament Sostenible de 2015 i l'Acord Climàtic de París de l'any 2016. Sota el lideratge de Ban Ki-moon també es van establir el Consell de Drets Humans de les Nacions Unides i l'Entitat per a la Igualtat de Gènere i l'Apoderament de la Dona, i va ser el primer representant especial per a la joventut. També havia introduït la política de tolerància zero sobre l'abús sexual per cascos blaus.
Ban Ki-moon, va dir que el Consell de Seguretat estava en el seu punt més fort quan era unànime, com amb l'Organització per la Prohibició de les Armes Químiques, la destrucció de les armes químiques de Síria i la lluita contra l'ebola a l'Àfrica Occidental. En cas contrari, les conseqüències podrien ser greus, com ara el Sàhara Occidental i Sudan del Sud. Va lamentar el "malson" a Síria i va demanar al Consell de Seguretat que protegís la gent d'aquest país.